# Deropeltis zulu
Deropeltis zulu es una especie de cucaracha del género Deropeltis, familia Blattidae.

## Distribución
Esta especie se encuentra en Sudáfrica.